# Lipomo
Lipomo (lombardul: Lipòmm) település Olaszországban, Lombardia régióban, Como megyében. Lakosainak száma 5914 fő (2023. január 1.). Lipomo Capiago Intimiano, Como, Tavernerio és Montorfano községekkel határos.

## Népesség
A település lakossága az elmúlt években az alábbi módon változott:
| Lakosok száma | 5899 | 5946 | 5914 |
|               | 2017 | 2018 | 2023 |